# Gunstar Studio
Gunstar Studio es un estudio de desarrollo de videojuegos situado en Sevilla (España). Fue fundado en junio de 2016 por tres amigos de la infancia, que tenían dominio en el mundo del diseño gráfico 2D y 3D. Rafael Casaucao, Juan Damián Reina y Arán Moreno, junto al programador Santiago Aguilar, que se unió al equipo poco después, terminaron de reunir las disciplinas con las que dedicarse a la creación de videojuegos.

Colaboran con el estudio dos grandes músicos de renombre en España, Enocguitar y Caliebre, además de muchos otros talentos que trabajan o han participado en proyectos de la start-up abordando multitud de disciplinas.
Actualmente, Gunstar Studio se encuentra desarrollando Phobos Vector Prime que se publicará en PlayStation 4 a lo largo de 2018 gracias al apoyo de Sony, que incluyó a este proyecto sevillano en su programa PlayStation Talents de apoyo al desarrollo local.

## Phobos Vector Prime
Es el primer videojuego de Gunstar Studio. Se trata de un shooter espacial estilo arcade en tercera persona, con mecánicas inspiradas en el género MOBA y frenéticas batallas contra diversos tipos de enemigos y jefes finales. Trae de vuelta los ochenta a nivel estético y musical, combinado con un entorno futurista.

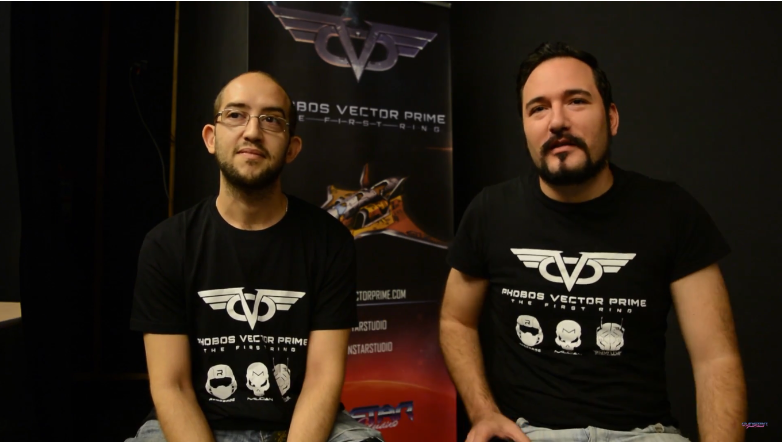
Juan Damián Reina y Rafael Casaucao

En la última edición del festival de videojuegos Gamepolis 2017, Phobos Vector Prime fue premiado al “Mejor Videojuego” y “Premio Innovación”. Además, durante la entrega de premios de Gamefest 2018, el jurado le dedicó una elocuente cita: “Por unir pasado y futuro y tener la osadía de convertir un matamarcianos en un MOBA”.}